# San José Estancia Grande
San José Estancia Grande è un comune del Messico, situato nello stato di Oaxaca.